# Cathédrale Sainte-Thérèse de Doba
Cette  cathédrale n’est pas la seule cathédrale Sainte-Thérèse.
La cathédrale Sainte-Thérèse de Doba est le siège du diocèse de Doba au Tchad.